# Stazione di Marsciano
La stazione di Marsciano è una stazione ferroviaria della Ferrovia Centrale Umbra. Serve il comune di Marsciano, in provincia di Perugia.
È gestita da Rete Ferroviaria Italiana.

## Movimento
Al 2024, la stazione è priva di traffico ferroviario.